# Kepler-47b
Kepler-47b (també conegut com a Kepler-47 (AB) b i per la seva designació Kepler Object of Interest KOI-3154.01) és un exoplaneta que orbita al voltant del sistema estel·lar binari Kepler-47, el més intern de tres d'aquests planetes descoberts per la nau espacial Kepler de la NASA. El sistema, que també inclou dos exoplanetes més, es troba a uns 3.400 anys llum (1.060 parsecs) de distància.

## Característiques

### Massa, radi i temperatura
Kepler-47b és un gegant gasós, un exoplaneta que es troba a prop de la mateixa massa i radi que els planetes Júpiter i Saturn. Té una temperatura de 449 K (176 °C; 349 °F). El planeta té un radi de 3,03 RTerra i no té superfície sòlida. Té una massa de 8,43 MTerra.

### Estrelles amfitriones
El planeta orbita en una òrbita circumbinària al voltant d'un sistema estel·lar binari (Tipus G) i (Tipus M). Les estrelles giren entre si aproximadament cada 7,45 dies. Les estrelles tenen masses d'1,04 M☉ i 0,35 M☉ i radis de 0,96 R☉ i 0,35 R☉, respectivament. Tenen temperatures de 5636 K i 3357 K. A partir de les característiques estel·lars i la dinàmica orbital, és possible una edat estimada de 4-5 mil milions d'anys per al sistema. En comparació, el Sol té uns 4.600 milions d'anys i té una temperatura de 5778 K. L'estrella primària és una mica pobre en metalls, amb una metal·licitat ([Fe/H]) de −0,25, o el 56% de la quantitat solar. Lluminositats de les estrelles (L☉) són el 84% i l'1% de la del Sol.
La magnitud aparent del sistema, o la brillantor que sembla des de la perspectiva de la Terra, és d'uns 15,8. Per tant, és massa fosc per ser vist a ull nu.

### Òrbita
Kepler-47b orbita al voltant de les seves estrelles mares cada 45 dies a una distància de 0,29 AU de les seves estrelles (a prop d'on orbita Mercuri del Sol, que és d'uns 0,39 ua). Rep unes 9,6 vegades més llum solar que la Terra del Sol.

## Descobriment
Kepler-47b, així com Kepler-47c, van ser descoberts per primera vegada per científics, tant de la NASA com de la Universitat de Tel-Aviv a Israel, emprant el telescopi espacial Kepler. A més, les característiques planetàries d'ambdós objectes van ser identificades per un equip d'astrònoms de la Universitat de Texas a l'observatori McDonald d'Austin. Els dos planetes van ser descoberts després de transitar per les seves estrelles mares, i ambdós semblen estar orbitant al llarg del mateix pla.

## Importància
Abans del descobriment de Kepler-47c, es pensava que les estrelles binàries amb múltiples planetes no podien existir. Es creia que els problemes gravitatoris causats per les estrelles mares farien que qualsevol planeta circumbinari xoqués entre ells, col·lidissin amb una de les estrelles mare o sortissin d'òrbita. Tanmateix, aquest descobriment mostra que es poden formar múltiples planetes al voltant d'estrelles binaries, fins i tot a les seves zones habitables; i mentre que Kepler-47c és molt probable que no pugui albergar vida perquè és un gegant gasós, altres planetes que podrien suportar vida poden orbitar sistemes binaris com ara Kepler-47.